# モスカート・ダスティ
モスカート・ダスティ (Moscato d'Asti) は、イタリアのピエモンテ州において白ぶどうであるモスカート・ビアンコ種を用いて作られる微発泡のワインで、1993年にDOCGに認定された。産地はアスティ地域であり、行政的にはアレッサンドリア県、アスティ県、クーネオ県で生産されたものが認定されている。
元々は地元での消費を目的に家族経営規模の小規模ワイナリーで生産されている事が多く、イタリア国外への出荷量は少なかったが、近年は国際的にも認められて生産量、海外への輸出量ともに増加している。
名称の「モスカート」とはマスカット (ブドウ)の事であり、ダ・アスティすなわち、アスティ地域のマスカットで作られたワインという意味である。
果汁に含まれる糖分の多くがアルコールに分解されてしまう前に発酵を止めるので、結果としてアルコール分は抑えられて飲み口は甘くなる。
類似のワインとしては、「モスカート・ダスティ」と同じモスカート・ビアンコ種のぶどうを用いて大量に生産される発泡ワインの「アスティ・スプマンテ」が有名である。

## 性質や特徴
- 色: 麦わら色、黄色味は強いまたは薄い、輝くような透明。
- 芳香: モスカートの芳香と特徴的な香り。
- 味: 甘く芳香があり、モスカートの特徴。時折活発な発泡。

## おすすめの組み合わせ
一般的には甘く、アルコール度数も5〜6％程度と低いので、単体で清涼感のある飲み物として楽しまれたり、甘いものと一緒にデザートワイン的な飲み方をされる事が多い。
最近ではチーズやサルーミと組み合わせるか、または一般的な塩味のメイン料理とも合わせる。